# Ultranazionalismo
L'ultranazionalismo è un "nazionalismo estremo che promuove l'interesse di uno stato o popolo al di sopra tutti gli altri" o semplicemente "l'estrema devozione alla propria nazione".
Secondo il filosofo politico Roger Griffin l'ultranazionalismo combinato con la nozione di rinascita nazionale è un fondamento chiave del fascismo.
Secondo Janusz Bugajski, "nelle sue forme più estreme o sviluppate, l'ultra-nazionalismo ricorda il fascismo, contrassegnato da un disprezzo xenofobo di altre nazioni, il sostegno ad accordi politici autoritari che rasentano il totalitarismo e dall'enfasi mitica sull'unità organica tra un leader carismatico, un partito di tipo organizzativo amorfo, e la nazione".
Roger Griffin afferma che l'ultranazionalismo è essenzialmente xenofobo ed è noto per legittimarsi "attraverso narrazioni profondamente mitizzate di precedenti periodi culturali o politici di grandezza storica o di vecchi spartiti per accontentarsi di presunti nemici". Può anche attingere a "forme volgarizzate di antropologia fisica, genetica ed eugenetica per razionalizzare le idee di superiorità e destino nazionali, di degenerazione e subumanità".

## Partiti politici ultranazionalisti

### Partiti politici ultranazionalisti attualmente rappresentanti nelle varie legislature nazionali
I seguenti partiti politici sarebbero caratterizzati da tendenze ultranazionalistiche:
- Bulgaria: Unione Nazionale Attacco
- Grecia: Alba Dorata
- India: Shiv Sena
- Israele: Tkuma
- Italia: Forza Nuova
- Polonia: Movimento Nazionale
- Russia: Partito Liberal-Democratico di Russia
- Serbia: Partito Radicale Serbo
- Slovacchia: Partito Popolare Slovacchia Nostra
- Spagna: Democrazia Nazionale
- Turchia: Partito del Movimento Nazionalista - Partito della Grande Unità
- Ucraina: Svoboda
- Germania: Partito Nazionaldemocratico di Germania
- Italia :  CasaPound Italia